# Palác Atlas
Palác Atlas je pozdně funkcionalistická obytná a administrativní budova spořitelny v Praze 8 - Karlíně, číslo popisné 371, Sokolovská ulice 1, Ke Štvanici 2. Byla postavena v letech 1939-1942 podle projektu Františka Stalmacha a Jana Svobody.

## Popis
Nárožní palác na rohu Sokolovské ulice a ulice Ke Štvanici. V přízemí se nacházela a stále nachází pobočka spořitelny. V suterénu je stejnojmenný kinosál (v době komunistické vlády se kino jmenovalo Sokolovo). V patře byla původně kavárna. Hlavní vstup na nároží je po stranách ozdoben kamennými reliéfy od sochaře Václava Markupa.
Během rekonstrukce v 90. letech 20. století byla zásadně změněna průčelí.